# Бедуг
Бедуг е музикален перкусионен инструмент от групата на мембранофонните инструменти. Използва се в яванския ансамбъл от музикални инструменти гамелан.
Представлява барабан с форма на бъчва, закачан да виси от рамка. Изработва се от тиково дърво. Звукоизвличането става посредством удари с дървено чукче.